# Taxithelium planum
Taxithelium planum là một loài Rêu trong họ Sematophyllaceae. Loài này được (Brid.) Mitt. miêu tả khoa học đầu tiên năm 1869.